# BLAZE (キンヤの曲)
「BLAZE」（ブレイズ）は2005年6月22日にリリースされたキンヤの1枚目のシングル（BAD LUCK、コタニキンヤ名義でリリースされた作品を含めると通算8枚目）。発売元はR&C。

## 概要
キンヤに改名して初のシングル。前作「Love Stuff」より約4年ぶりのリリース。タイトル曲「BLAZE」はテレビアニメ『ツバサ・クロニクル』第1シリーズオープニングテーマに起用された。
「BLAZE」の作詞について、キンヤは、CLAMPの熱心なファンとして『ツバサ』の原作本を事足りるほど読みこみ、自分の伝えたいメッセージと『ツバサ』の世界観をミックスしたと述べている。

## 収録曲
1. BLAZE
  - 作詞：キンヤ　作曲：Nieve 　編曲：HΛL
2. Refraction
  - 作詞/作曲/編曲：HΛL
3. BLAZE (instrumental)